# Чисоне
Чисо̀не (на италиански: Cissone; на пиемонтски: Cisson, Чисон) е село и община в Северна Италия, провинция Кунео, регион Пиемонт. Разположено е на 661 m надморска височина. Населението на общината е 87 души (към 2010 г.).